# Politikåret 1927

## Händelser
- 21 november – Spanien delar in Kanarieöarna i två provinser, Las Palmas de Gran Canaria och Santa Cruz de Tenerife.[1]
- 12 november – Leon Trotskij utesluts ur det sovjetiska kommunistpartiet varigenom Josef Stalin får full makt över partiet.
- Stalin börjar stödja en ekonomi byggd på femårsplaner i Sovjetunionen.

## Val och folkomröstningar
- 1– 2 juli – Riksdagsval i Finland.
- 9 juli – Alltingsval på Island.
- 17 oktober – Stortingsval i Norge.

## Organisationshändelser
- Okänt datum - Per Albin Hansson utses till den socialdemokratiska riksdagsgruppens ordförande i Sverige.
- Okänt datum - Arne Forsell blir ordförande i Sveriges Nationella Förbund.

## Födda
- 23 januari - Bal Thackeray, indisk radikalt nationalistisk politiker.
- 26 januari – José Azcona del Hoyo, Honduras president 1986–1990.
- 30 januari – Olof Palme, Sveriges statsminister 1969–1976 och 1982–1986.
- 12 mars – Raúl Alfonsín, Argentinas president 1983–1989.
- 5 maj - Sylvia Fedoruk, kanadensisk fysiker och politiker.
- 19 juli - Jan Myrdal, svensk författare.
- 6 augusti – Arturo Armando Molina, El Salvadors president 1972–1977.
- 13 oktober - Turgut Özal, Turkiets president 1989–1993.
- 27 oktober – Jorge Batlle, Uruguays president 2000–2005.
- 3 november – Odvar Nordli, Norges statsminister 1976–1981.
- 15 december - Nils G. Åsling, svensk centerpartistisk politiker, industriminister 1976-78 och 1979-82.
- 20 december – Kim Young-sam, Sydkoreas president 1993–1998.

## Avlidna
- 14 mars – Jānis Čakste, Lettlands första president 1922–1927.
- 27 mars – Klaus Berntsen, Danmarks konseljpresident 1910–1913.
- 13 juli – Otto Blehr, Norges statsminister 1902–1903 och 1921–1923.

### Fotnoter
1. ↑  ”Canary Islands” (på engelska). World Statesmen. http://www.worldstatesmen.org/Canary_Islands.html. Läst 7 november 2012.